# Intef II
Intef II – trzeci władca starożytnego Egiptu z XI dynastii, panujący ok. 2103–2054 r. p.n.e.
Był synem Mentuhotepa I i Neferu I, bratem Intefa I. Z Neferukauit miał syna i następcę tronu, Intefa III.
Walczył z sąsiednimi nomami (XIII i XV), dążąc do zjednoczenia kraju, a także z Cheti II i Merikare – herakleopolitańskimi władcami.
Intef II poszerzył swoje państwo do X nomu Górnego Egiptu (Antaeopolis). Został pochowany w el-Tarif w Tebach Zachodnich.
Rządził 49 lat. Był najwybitniejszym władcą noszącym imię Intef.

## Tytulatura
| G5 |

| G5 |

| V29 | anx |

| V29 | anx |

| V29 | anx |

| V29 | anx |

| G5 |

| G5 |

| V29 | anx |

| V29 | anx |

| V29 | anx |

| V29 | anx |

| G39 | N5 |

| G39 | N5 |

| G39 | N5 | W25 | N35 · X1 · I9 | O29V |

| G39 | N5 | W25 | N35 · X1 · I9 | O29V |

| G39 | N5 | W25 | N35 · X1 · I9 | O29V |

| G39 | N5 | W25 | N35 · X1 · I9 | O29V |

| G39 | N5 |

| G39 | N5 |

| G39 | N5 | W25 | N35 · X1 · I9 | O29V |

| G39 | N5 | W25 | N35 · X1 · I9 | O29V |

| G39 | N5 | W25 | N35 · X1 · I9 | O29V |

| G39 | N5 | W25 | N35 · X1 · I9 | O29V |